# Inglot Cosmetics
Inglot Cosmetics, або Inglot — польська косметична компанія з глобальним охопленням (вона займає панівне становище на внутрішньому ринку косметики в Малайзії, Азербайджану та Ірландії), заснована в 1983 році в Перемишлі Войцехом Інгльотом. Перший іноземний салон був відкритий у 2006 році в Монреалі, Канада.
Першим продуктом компанії був засіб для чищення зчитуючих голівок магнітних стрічок, першим косметичним виробом — дезодорант VIP.
На кінець лютого 2013 року має компанія мала 330 магазинів в 46 країнах світу на шести континентах (в тому числі близько 160 в Польщі), в тому числі в престижних місцях (таких як на розі Бродвею і 48-Стріт у Нью-Йорку та Caesars Palace у Лас-Вегасі). 95 відсотків продукції виробляється в Перемишлі.